# Woldstedtius takagii
Woldstedtius takagii är en stekelart som först beskrevs av Tohru Uchida 1957.  Woldstedtius takagii ingår i släktet Woldstedtius och familjen brokparasitsteklar. Inga underarter finns listade i Catalogue of Life.